# Fitzsimons
Fitzsimons oder FitzSimons ist ein englischer Familienname.

## Namensträger
- David Fitzsimons (Leichtathlet) (1950–2008), australischer Leichtathlet
- David Fitzsimons (Schachspieler) (* 1991), irischer Schachspieler
- Eoghan Fitzsimons (* 1943), irischer Rechtsanwalt
- George Kinzie Fitzsimons (1928–2013), US-amerikanischer Geistlicher, Bischof von Salina
- Jack Fitzsimons († 2014), irischer Politiker, Architekt und Autor
- James Fitzsimons (* 1936), irischer Politiker
- Jeanette Fitzsimons (1945–2020), neuseeländische Politikerin und Umweltschützerin
- John FitzSimons (* 1943), britischer Speerwerfer
- John Fitzsimons (Leichtathlet, 1998) (* 1998), irischer Leichtathlet
- John Fitzsimons (Fußballspieler) (1915–1995), schottischer Fußballspieler
- John Michael Fitzsimons (1941–2012), US-amerikanischer Biologe
- Margaret Fitzsimons (1945–2004), Leiterin der Hilfsorganisation CARE International im Irak, siehe Margaret Hassan
- Maureen FitzSimons (1920–2015), irisch-amerikanische Filmschauspielerin und Sängerin, siehe Maureen O’Hara
- Peter FitzSimons (* 1961), australischer Rugby-Union-Spieler
- Thomas Fitzsimons (um 1741–1811), US-amerikanischer Politiker und einer der Gründerväter der Vereinigten Staaten